# Henryk Bolesta
Henryk Bolesta (ur. 20 września 1957 w Radomiu) – polski piłkarz grający na pozycji bramkarza, jednokrotny reprezentant Polski.

## Życiorys
Karierę piłkarską rozpoczynał w Radomiaku Radom. Grając w radomskiej drużynie był powoływany do juniorskiej reprezentacji Polski. Potem przeszedł do Stara Starachowice, a następnie do ekstraklasowego Ruchu Chorzów. W tym klubie rozegrał 101 spotkań.
W 1982 został zawodnikiem Widzewa. W barwach zespołu z Łodzi wystąpił w 133 meczach. W sezonie 1984/1985 wziął udział we wszystkich meczach ligowych i wywalczył Puchar Polski. Mimo że był bramkarzem, 26 czerwca po remisowym finałowym meczu z drużyną Katowic w serii rzutów karnych zdobył bramkę decydującą o zwycięstwie Widzewa.
W 1989 wyjechał do Holandii, by grać w Feyenoordzie. Ten klub reprezentował przez cztery miesiące (marzec-czerwiec 1989). Potem był graczem holenderskiego zespołu Roda JC Kerkrade. W 1993 zakończył karierę zawodniczą.

## Reprezentacja Polski
| lp. | Data                | Miejsce   | Przeciwnik     | Rezultat | Rozgrywki  | Grał   | Uwagi |
| --- | ------------------- | --------- | -------------- | -------- | ---------- | ------ | ----- |
| 1.  | 7 października 1986 | Bydgoszcz | Korea Północna | 2-2      | towarzyski | do 46' |       |